# Papila dentária
A papila dentária é o tecido embrionário responsável pela formação do complexo dentina-polpa(dentina e polpa dentária). Ela é formado por células ectomesenquimais diferenciadas em odontoblastos que secretam a dentina durante o desenvolvimento embrionário. Não origina o cemento.